# Strada statale 20 del Colle di Tenda e di Valle Roja
La strada statale 20 del Colle di Tenda e di Valle Roja (SS 20), da Carmagnola (fine centro abitato, km 21,300) alla galleria di Tenda, e l'ex strada regionale 20 del Colle di Tenda (SR 20) ora strada provinciale 20 del Colle di Tenda (SP 20 R), da Moncalieri a Carmagnola è un'importante strada statale e provinciale italiana di collegamento con la Francia; nel suo tracciato unisce Torino con Ventimiglia (innestandosi sulla strada statale 1 Via Aurelia), attraverso Cuneo e il passo del Colle di Tenda.
Venne assegnata allo Stato e così classificata nel 1928 con l'istituzione dell'Azienda Autonoma per le Strade Statali. Già all'epoca la strada era divisa in due tronchi, con un passaggio in territorio francese dopo la dogana di San Dalmazzo di Tenda presso Breglio. In seguito alla Seconda guerra mondiale l'alta val Roia fu ceduta alla Francia e con essa 23 km di SS 20. Il chilometraggio non è comunque stato variato.

## Strada statale 20 del Colle di Tenda e di Valle Roja (1º tronco)
In seguito al decreto legislativo n. 112 del 1998, dal 2001, la gestione del tratto Torino-Cuneo è passata dall'ANAS alla Regione Piemonte, che ha ulteriormente devoluto le competenze alla Provincia di Torino e alla Provincia di Cuneo; questo tratto della strada venne quindi classificato come regionale con il nome di strada regionale 20 del Colle di Tenda e Valle Roja (SR 20).
Infine, nel 2008, con la legge regionale Piemonte 6 agosto 2007 n. 19 (BUR 9/8/2007 n. 32) e la conseguente soppressione dell'ARES (Agenzia Regionale Strade), il tratto Torino-Cuneo venne infine classificato come strada provinciale con il nome di strada provinciale 20 del Colle di Tenda e Valle Roja (SP 20 R).
Con il Decreto del Presidente del Consiglio dei Ministri del 21 novembre 2019 la gestione del tratto da Carmagnola (fine centro abitato, km 21,300) a Cuneo è passata nuovamente ad ANAS.
Il tratto da Cuneo al traforo del colle di Tenda è parte dell'itinerario europeo E74.
Dal 2 ottobre 2020 al è chiuso un tratto di 14 km tra Vernante e il tunnel di Tenda in seguito ai gravi danni causati dal maltempo.
Il 2 dicembre dello stesso anno è stata ripristinata la viabilità fino a Panice Sottana vicino all'imbocco del Tunnel di Tenda.
Dopo anni di interruzione è stato finalmente riaperto ma senso unico alternato e con limitazioni orarie il Tunnel di Tenda il 28 giugno 2025.

### Varianti e circonvallazioni
Rispetto al tracciato storico sono state realizzate le seguenti infrastrutture, con l'obiettivo di migliorare le condizioni e la sicurezza del traffico:
- SS 20 dir. - Bretella di Carmagnola: collega la strada statale alla SP 661.
- variante di Cavallermaggiore, aperta negli anni '80;
- variante di La Loggia, aperta nel 1991;
- variante di Carignano, aperta nel 1992;
- variante di Roccavione e Robilante, aperta al traffico nel 1995;
- variante di Airole, nella tratta ligure, aperta nel 1996 e contenente la lunga galleria "Cima di Rovere" di 1.500 m di lunghezza.
- SS 20 var. - Variante di Racconigi: la circonvallazione est di Racconigi, che è aperta al traffico nell'autunno del 2007;
- la variante "est-ovest" di Cuneo, aperta al traffico il 16 luglio 2007 dopo 7 anni di lavori e contenente la galleria "Cittadina" di 1.500 m di lunghezza.
- SS 20 dir./A - Nuova bovesana: innesto su rotatoria con la S S presso Roccavione - innesto su rotatoria con la SS 705 presso Cuneo.
- la nuova galleria del Traforo stradale del Colle di Tenda per affiancare e potenziare l'attuale, i cui lavori sono iniziati nel 2014;

In progetto ci sono inoltre le seguenti opere:

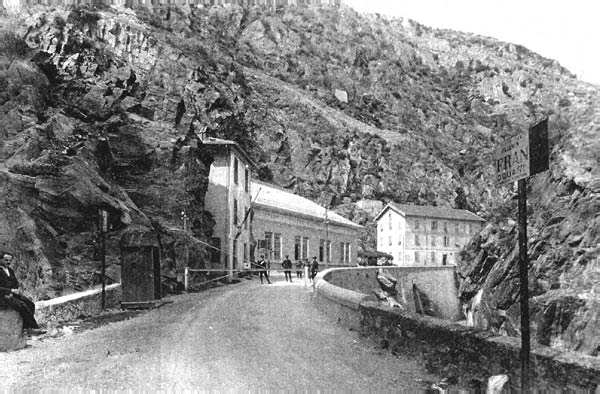
Vecchio confine fino al 1947 tra SS 20 e RN 204 presso San Dalmazzo di Tenda.

- la variante all'abitato di Levaldigi.
- la variante di Carmagnola;
- la variante di Genola;
- la circonvallazione di Savigliano.

## Strada statale 20 del Colle di Tenda e di Valle Roja (2º tronco)
Il secondo tronco della strada statale 20 del Colle di Tenda e di Valle Roja (SS 20), che è interamente una strada statale, è situato in Liguria e ha inizio al confine di Stato con la Francia (al km 133,782), dove finisce la D 6204 (ex N 204 b) francese, nel comune di Olivetta San Michele. Da qui la strada prosegue verso sud lungo la valle Roia, toccando il comune di Airole. Giunge infine a Ventimiglia, al km 150,850, dove si innesta nella strada statale 1 Via Aurelia.
L'intera estensione del secondo tronco della SS 20 è parte dell'itinerario europeo E74.

## Notizia storica
Prima del 1947, quando Tenda era ancora in Italia, la strada correva in territorio francese per un tratto più breve, compreso tra le dogane di Merlo e di Piena: l'estensione totale in territorio italiano era di 150,850 km. A tutt'oggi si mantiene ancora il vecchio chilometraggio, considerando quindi anche il tratto di 23,381 km ceduto alla Francia dopo la seconda guerra mondiale. Quindi, il primo tronco ha inizio al km 0,000 e termina al km 110,401; il secondo tronco ha inizio al km 133,782 e termina al km 150,850, per una lunghezza complessiva attuale di km 127,469.